# تکملة المنهاج
تکملة المنهاج که به نام‌های مبانی تکملة المنهاج و تکملة منهاج الصالحین نیز شناخته می‌شود نام کتابی است که به جهت کامل کردن کتاب منهاج الصالحین (سید محسن حکیم) توسط سید ابوالقاسم خویی به زبان عربی تألیف شده‌است. این کتاب جزو کتب درسی دانشجویان رشته حقوق می‌باشد.

## انگیزه
خویی در بخشی از مقدمه کتاب هدف و انگیزه خود را از نگارش این کتاب چنین بیان می‌کند:
إنی لما رأیت مسائل القضاء و الشهادات و الحدود و القصاص والدیات یکثر الابتلاء بها والسؤال عنها أحببت أن أدونها وأتعرض لها لتکون تکملة لمنهاج.
پس از اینکه تعداد سوالات در زمینه قضاء، شهادات، حدود و قصاص و دیات را فراوان دیدم، تمایل پیدا کردم که به آن‌ها بپردازم و آن‌ها را تدوین کنم تا کامل کننده‌ای برای کتاب «منهاج الصالحین» شود.

## مباحث
همان‌طور که از عنوان کامل کتاب (تکملة منهاج الصالحین فی احکام القضاء و الشهادات و الحدود و القصاص والدیات) بر می‌آید، نویسنده در این کتاب به بیان مسائل فقهی پنج باب از ابواب فقهی و حقوقی پرداخته‌است. آن ابواب عبارتند از:
- قضاوت (۸۵ مسئله)
- شهادت (۱۳۳ مسئله)
- حدود (۳۰۵ مسئله)
- قصاص (۲۰۲ مسئله)
- دیات (۴۳۱ مسئله)[۳][۴][۵]

کتاب حاضر عمده‌ترین ادله فقهی و مبانی علمی هریک از مسایل ابواب فوق را دربردارد، خویی آنچه را در استنباط نظرات فقهی دخیل و لازم بوده در این کتاب آورده و از مباحث حاشیه‌ای و غیر ضروری چشم‌پوشی کرده‌است.

## ترجمه، تطبیق و بررسی
این کتاب تا کنون چندین مرتبه توسط اشخاص مختلفی نظیر سید هاشم بطحائی گلپایگانی، ترجمه و با قانون مجازات اسلامی ایران تطبیق داده شده‌است. همچنین محتوای کتاب حاضر چندین بار مورد بررسی قرار گرفته‌است.
خلیل قبله‌ای خویی نیز کتاب مذکور را در موضوعات قصاص، دیات، حدود و تعزیرات ترجمه و تعلیق نموده است.